# Alta IF
Alta Idrettsforening ist ein Sportverein aus der nordnorwegischen Stadt Alta. Er wurde 1927 unter der Bezeichnung Elvebakken IL gegründet. Es gibt eine Leichtathletik-, Ski-, Volleyball-, Handball- und eine Fußballabteilung. Die zwei zuletzt genannten Abteilungen sind am bekanntesten, zumal sie auch höherklassig spielen. Die Herrenfußballmannschaft von Alta IF spielt nach dem Abstieg 2014 wieder in der drittklassigen PostNord-Ligaen. Die Spiele finden in der Finnmarkshallen statt. Die Handballspiele finden im alten Schwimmbad statt, das 2015 nun renoviert und weiter umgebaut wurde.
In den Jahren 2006 und 2007 spielte die Fußball-Mannschaft in der 2. Division. Nach dem Aufstieg 2007 gelang mit dem 14. Platz in der Saison 2008 der Klassenerhalt. Bis 2012 spielte die Mannschaft in der 1. Division, stieg dann in die 2. Division ab. Zwar gelang 2013 der sofortige Wiederaufstieg und 2014 spielte der Verein für eine Saison wieder in der 1. Division, stieg aber sofort wieder ab. Seit 2015 befindet sich der Klub in der 2. Division.

## Platzierungen der Fußball-Mannschaft
| Saison | Liga            | Platz | sonstiges |
| ------ | --------------- | ----- | --------- |
| 1991   | 2. Division F   | 7     |           |
| 1992   | 2. Division F   | 6     |           |
| 1993   | 2. Division F   | 1     |           |
| 1994   | 1. Division 1   | 8     |           |
| 1995   | 1. Division 2   | 10    |           |
| 1996   | 2. Division 6   | 6     |           |
| 1997   | 2. Division 8   | 5     |           |
| 1998   | 2. Division 8   | 4     |           |
| 1999   | 2. Division 8   | 2     |           |
| 2000   | 2. Division 8   | 2     |           |
| 2001   | 2. Division 4   | 5     |           |
| 2002   | 2. Division 4   | 1     |           |
| 2003   | 1. Division     | 16    |           |
| 2004   | 2. Division 4   | 1     |           |
| 2005   | Adeccoliga      | 16    |           |
| 2006   | 2. Division 4   | 2     |           |
| 2007   | 2. Division 4   | 1     |           |
| 2008   | Adeccoliga      | 14    |           |
| 2009   | Adeccoliga      | 6     |           |
| 2010   | Adeccoliga      | 8     |           |
| 2011   | Adeccoliga      | 11    |           |
| 2012   | Adeccoliga      | 16    |           |
| 2013   | Oddsenliga 2    | 1     |           |
| 2014   | 1. Division     | 13    |           |
| 2015   | Oddsenliga 2    | 6     |           |
| 2016   | PostNord-Liga 1 | 7     |           |
| 2017   | PostNord-Liga 1 | 4     |           |
| 2018   | PostNord-Liga 1 | 5     |           |
| 2019   | PostNord-Liga 2 | 6     |           |
| 2020   | PostNord-Liga 1 | 5     |           |

| Saison | Liga            | Platz | sonstiges |
| ------ | --------------- | ----- | --------- |
| 2021   | PostNord-Liga 1 | 6     |           |
| 2022   | PostNord-Liga 2 | 7     |           |
| 2023   | PostNord-Liga 2 | 6     |           |
| 2024   | PostNord-Liga 2 | 10    |           |

| Spielklasse |
| ----------- |
| 1.          |
| 2.          |
| 3.          |
| 4.          |
| 5.          |
| 6.          |